# Marilynia macrodentata
Marilynia macrodentata är en rundmaskart som först beskrevs av Christian Wieser 1959.  Marilynia macrodentata ingår i släktet Marilynia och familjen Cyatholaimidae. Inga underarter finns listade i Catalogue of Life.